# Alankrita Shrivastava
Alankrita Shrivastava és una guionista i directora índia. Després d'haver debutat com a directora l'any 2011, des de llavors ha guanyat reconeixements com el Gran Premi al Festival Internacional de Cinema de Dones de Créteil i una nominació als Premis Filmfare per la pel·lícula aclamada per la crítica. Lipstick Under My Burkha.
Shrivastava va estudiar cinema a la Jamia Milia Islamia a Nova Delhi i més tard es va traslladar a Mumbai. Va començar a treballar com a directora associada de Prakash Jha. Després d'ajudar a Jha en projectes notables com Apharan (2005) i Raajneeti (2010), Shrivastava va fer el seu debut com a directora amb la pel·lícula de 2011 Turning 30. Més tard va rebre elogis generalitzats per la comèdia negra Lipstick Under My Burkha, que va dirigir i escriure. La pel·lícula li va valer, entre altres reconeixements, una nominació als Premis Filmfare.

## Primers anys i educació
Shrivastava va néixer a Nova Delhi, però es va traslladar a Dehra Dun, Uttarakhand on va assistir a la Welham Girls' School. Després de completar la seva escola, es va traslladar de nou a Delhi i es va graduar al Lady Shri Ram College. Més tard va estudiar cinema a l'A.J.K. Mass Communication Research Centre a la Jamia Millia Islamia.

## Carrera
Shrivastava es va traslladar a Bombai per seguir una carrera en el cinema i aviat va començar a treballar com a director associat de Prakash Jha. Va assistir a Jha en pel·lícules com Gangaajal, Apaharan, Loknayak, Dil Dosti, Khoya Khoya Chand, i Raajneeti. Després d'això, va escriure i dirigir la seva pel·lícula debut Turning 30, que va tenir una mala acollida per la crítica i el públic.
Shrivastava va escriure el guió de Lipstick Under My Burkha el 2012. Va presentar l'esborrany per al laboratori de guionistes de la National Film Development Corporation of India, on va ser mentorada per Urmi Juvekar . En acabar, Lipstick Under My Burkha es va estrenar l'octubre de 2016 al Festival Internacional de Cinema de Tòquio, també es va projectar al Festival de Cinema de Bombai i es va estrenar als EUA en el Festival Internacional de Cinema de Miami el març de 2017.
A Lipstick Under My Burkha se li va negar inicialment l'estrena a l'Índia el gener de 2017, després que la Central Board of Film Certification (CBFC) rebutgés un certificat a causa del contingut sexual i el llenguatge utilitzat a la pel·lícula. Shrivastava i el seu equip van apel·lar aquesta decisió davant el Tribunal d'Apel·lació de Certificació de Cinema (FCAT). Després d'una discussió que va donar lloc a alguns canvis en el tall original, l'organització de l'FCAT va ordenar al CBFC que emetés un certificat A a la pel·lícula.
Shrivastava va parlar dels canvis amb Agence-France Presse, dient: "M'hauria agradat que no hi hagi retallades, però la FCAT ha estat molt justa i clara. Crec que podrem estrenar la pel·lícula. sense obstaculitzar la narració ni diluir-ne l'essència." Lipstick Under My Burkha es va estrenar a les sales de cinema a l'Índia el 21 de juliol de 2017 amb una resposta positiva tant de la crítica de cinema com del públic.

## Vida personal
Actualment, Shrivastava viu i treballa a Bombai. En una entrevista amb el Bangalore Mirror, va esmentar que practica el budisme. El seu pare va morir el 2016 després d'una malaltia prolongada.

## Filmografia
| Any  | Pel·lícula                          | Director | Guionista | Productor | Notes                                                       |
| ---- | ----------------------------------- | -------- | --------- | --------- | ----------------------------------------------------------- |
| 2007 | Dil Dosti Etc                       | No       | No        | executiu  |                                                             |
| 2007 | Khoya Khoya Chand                   | No       | No        | executiu  |                                                             |
| 2011 | Turning 30                          | Sí       | Sí        | No        | Debut                                                       |
| 2017 | Lipstick Under My Burkha            | Sí       | Sí        | No        | Nominat—Premi Filmfare de la Crítica a la millor pel·lícula |
| 2019 | Made in Heaven                      | Sí       | Sí        | No        | Sèrie d'Amazon Prime                                        |
| 2020 | Dolly Kitty Aur Woh Chamakte Sitare | Sí       | Sí        | No        | Pel·lícula de Netflix                                       |
| 2021 | Bombay Begums                       | Sí       | Sí        | Sí        | Sèrie de Netflix                                            |

Director assistent
| Any  | Pel·lícula | Rol                       |
| ---- | ---------- | ------------------------- |
| 2005 | Apaharan   | Director assistent en cap |
| 2010 | Raajneeti  | Director associat         |